# Max Barta
Max Barta, auch Rübezahl vom Wartberg (* 1900 in Mährisch-Schönberg, Österreich-Ungarn; † 7. September 1990 in Kirchberg (Niedenstein)) war ein sudetendeutscher Gebrauchsgrafiker, Zeichner, Maler, Kopist, Holzschneider, Ingenieur, Architekt und Gastwirt.
Mitte der 1920er bis 1939 war er einer der bekanntesten Werbegrafiker von Mähren.

## Leben
Er studierte an der TU Wien Maschinenbau und in Wien Malerei und Gebrauchsgrafik. 1926 beendete er sein Studium als Ingenieur. Max Barta kehrte anschließend in seine Mährische Heimat Schönberg zurück und gründete ein schnell überregional bekanntes Werbegrafik- und Gebrauchsgrafikstudio. 1939 musste er kriegsbedingt sein Studio aufgeben und wurde bei den Dessauer Junkers-Werken als Techniker zwangsverpflichtet. 1942 kam er in das Zweigwerk Fritzlar und lernte dort seine Frau Antonnie kennen. Anschließend wurde er Soldat an der Ostfront. Nach schwerer Kriegsverletzung wurde er aus dem eingekesselten Breslau ausgeflogen.
Nach dem Zweiten Weltkrieg begann er am Wartberg bei Niedenstein-Kirchberg mit dem Bau seines im italienischen Landhausstil entworfenen Hauses Rübezahl. Er richtete dort sein Atelier und einen Ausschank ein. Auf der Ostseite bildete er in den 1970er Jahren den Waldgeist Rübezahl aus dem Riesengebirge ab.
In seinem Atelier entstanden nach 1945 realistische Werke in Anlehnung an die Willingshäuser Malerkolonie. Er porträtierte als Auftragsarbeiten Persönlichkeiten Nordhessens und erwarb sich schnell einen überregional beachteten Ruf. Kreise und Gemeinden kauften seine Arbeiten an. Zudem war er als Kopist von Carl Spitzwegs romantischen Werken tätig. In seinem plastischen Werk griff er die Tradition der mährischen Holzschneiderei des Riesengebirges auf. Kriegsbedingt ist die kunsthistorisch bedeutende Gebrauchsgrafik nur durch Reproduktionen erhalten geblieben. 
1989 verstarb seine Frau. Max Barta starb, fast neunzigjährig, kurz nach ihr und wurde an ihrer Seite auf dem Friedhof in Kirchberg beigesetzt.
Der Nachlass wird von der Familie Addi Ludwig in Fritzlar betreut.

## Werke (unvollständig)
- Gebrauchsgrafik
- Museum Kirchberg
- Der Abgefangene Brief von Carl Spitzweg (Kopie)
- Willingshäuser Landschaft
- Innengestaltung des Dorfgemeinschaftshauses Ermetheis bei Niedenstein
- Auftragsarbeiten zur Gestaltung des Fritzlarer Lindwurms